# 費西基夫卡
51°29′51″N 32°9′37″E / 51.49750°N 32.16028°E
費西基夫卡（烏克蘭語：Феськівка）是位於烏克蘭北部切爾尼戈夫州裏科留基夫卡區的村莊，始建於1650年，面積3.43平方公里，海拔高度117米，2001年人口1,241，人口密度每平方公里361.8人。